# Cigné
Cigné est une ancienne commune française du Passais, située dans le département de la Mayenne et la région Pays de la Loire. Cigné est absorbée par Ambrières-les-Vallées en même temps que la Haie-Traversaine, en 1972.

## Géographie
La commune est située entre la Mayenne, qui la limite à l'est, et la Varenne qu'elle atteint à sa pointe nord-ouest. Elle est située à la limite nord du département et de 1674 à 1836 possédait Placé, Lignières et la Croulardière. Les deux premiers lieux furent attribués à Ambrières-les-Vallées et Lignières au Pas qui eut en compensation Gerbeux, le Mériais et le Breil.
Cigné se trouve à une distance de 3 km d'Ambrières-les-Vallées, de 14 km de Mayenne et de 45 km de Laval.

## Histoire

### Moyen Âge
En 989, Robert de Blois concède des droits dans les landes de Baugé à son abbaye restaurée d'Évron. Mais les moines, qui ne fondèrent pas de prieuré, se contentèrent d'attribuer les revenus, qu'ils possédaient à Cigné, à leur prieur de Berne.
Ils n'eurent pas le patronage de l'église, puisque Henri II d'Angleterre confirmait, au milieu du XIIe siècle, l'attribution faite à l'abbaye de Lonlay. Dès le XIIIe siècle, la seigneurie de paroisse fut attachée à la terre de Torcé. Mais en 1472, lors d'un partage, on attribua le manoir et la terre de Torcé à Pierre du Bailleul, mari de Jeanne de Torcé (dite la Jeune) et la seigneurie paroissiale à René de Sallaines, qui l'attacha à sa terre de la Haie. Lors de la guerre de Cent Ans, sous le règne de Jean II le Bon, un paroissien de Cigné, nommé Jean Duchemin, passa au parti des Anglais et vit ses biens confisqués. La paroisse paya, en janvier 1434 à la garnison anglaise de Mayenne, un appatis.

### Ancien Régime
En 1606, Michel de Montreuil, seigneur de Torcé, rendant aveu à René de Sallaines, seigneur de la Haie, son suzerain, s'attribua le droit de fondation en l'église de Cigné. Il y eut revendication et procès, puis, le 20 janvier 1609, sentence arbitrale rendue par Jean de Mégaudais, curé de Charné (Ernée), reconnaissant au seigneur de Torcé « les prérogatives, préséances et dignités en l'église et à la condition de les rendre par aveu au seigneur de la Haie ». Le 11 septembre 1614, François de la Cigogne, alors seigneur de Torcé, obtint du juge de Mayenne de mettre dans l'église une litre armoriée à ses armes. Ayant protesté, René de Sallaines fut battu et excédé dans l'église même par les gens de son rival, à tel point qu'il en mourut le 26 mai 1616. Il fut enterré dans le chanceau, tout près de l'autel. Louise Achard, sa veuve, reprend le procès et le porte en parlement, où il fut prononcé en sa faveur le 10 juillet 1627. Charles de Lonlay, seigneur de la Corbelière, et Pierre de Logé, sieur de Cigné, furent aussi condamnés à retirer leur banc du chœur de l'église.
Une tempête le 2 février 1701 touche Cigné. De 1706 à 1708, la dysenterie sévit : « on amenoit les morts avec charrette et harnois, d'autres, de travers sur un cheval; on n'entroit même pas à l'église ».
Les années 1708-1710 sont terribles, en particulier la Grande famine de 1709. Elles sont marquées par le Grand hiver de 1709. L'hiver mit le comble à la misère : « le froid commença la vigile des Rois, et fut si excessif pendant cinq à six jours qu'on n'en a jamais vu de parail ; non seulement le cidre glaçoit dans les tasses, mais aussi le vin, même jusques à l'eau-de-vie ». Louis XIV imposa une taxe d'un sol par livre de revenu, « autrement plus de la moitié ou pour mieux dire tout le peuple aurait pery par la faim, et il en est encore bien mort ».
En 1762, les rivalités entre les nombreux gentilshommes de la paroisse arrêtèrent après que Françoise de Logé, dame de la Haie, veuve d'Alexandre-René de Vaucelles, seigneur de Ravigny eut acquis la terre et le manoir de Torcé, ce qui supprima toutes les causes de contestations. De nouvelles épidémies en 1772 et 1786 obligent l'intendant de Tours à envoyer M. Autin, médecin, qui fit un rapport (le 20 septembre 1786) « sur la maladie qui règne à Cigné et sur une autre, beaucoup plus longue, qui avait désolé le canton, cinq lieues à la ronde autour de Lassay ».

### Période révolutionnaire
Le cahier de 1789 demande des prix pour les meilleurs laboureurs, les soldats de la milice, et ceux qui rendaient service à la communauté ; l'établissement d'écoles là où elles n'existent pas ; des sauvegardes pour les officiers municipaux. Le 28 septembre 1793, on brûla sur la place des halles, à Ambrières-les-Vallées, 8 liasses de titres féodaux de la seigneurie de Cigné. Depuis 1795, les troupes de Louis de Frotté parurent souvent à Cigné. Le 21 brumaire an IV, 300 à 400 hommes y passèrent la nuit, réquisitionnant des vivres et faisant démonter les voitures. Les chefs, obéis et respectés, empêchèrent tout pillage et parurent munis d'or et d'argent. Vers le 15 avril 1799, les chouans saisissent les agents nationaux Louis Bonneau, Jean-Baptiste Le Héricé et Jean-Baptiste Gallery et les fusillent au moulin de la Vallette.

### Cigné auXXesiècleet aujourd’hui
En 1906, l'inventaire eut lieu le samedi 10 février. C'est en 1972, que Cigné est rattaché administrativement à Ambrières-les-Vallées.

## Administration

### Les nobles
Il y eut plusieurs familles nobles ou vivant noblement à Cigné[réf. nécessaire], on peut citer les :
- de Lonlay ;
- de Logé ;
- Hayrie ;
- du Pontavice ;
- Achard de Bonvouloir à la Corbelière.

### Les curés
La cure est à la présentation de l'abbé de Lonlay. Le temporel se composait de la métairie de la Vienne et de la moitié du moulin de Bellay

### Les maires
| Période    | Période    | Identité                                  | Étiquette | Qualité      |
| ---------- | ---------- | ----------------------------------------- | --------- | ------------ |
| 1791       |            | Jean-Baptiste Le Héricé de la Cartellière |           | bourgeois    |
| 1798       |            | - Lemarchand                              |           |              |
| 1799       |            | Jean-Baptiste Gallery                     |           |              |
| 1800       | 1821       | - Lebastard                               |           |              |
| 1821       | 1827       | Jean-François Retoux                      |           |              |
| 1827       |            | - Volclair                                |           |              |
| avant 1847 | après 1848 | Jean Baptiste Bottu des Mortiers          |           | Propriétaire |
|            |            | Louis Bourdais                            |           |              |
|            |            | - Bonneau                                 |           |              |
| 1888       | après 1893 | Félix Jean Pollet                         |           |              |
|            | après 1898 | Marie Louis Alfred Pollet                 |           |              |
|            |            |                                           |           |              |
|            | 1972       | - Pollet                                  |           |              |

Depuis le rattachement administratif à Ambrières-les-Vallées en tant que commune associée, Cigné élisait trois conseillers municipaux dont un maire délégué jusqu'à la dissolution de la commune associée le 15 octobre 2014.
| Période   | Période   | Identité         | Étiquette | Qualité |
| --------- | --------- | ---------------- | --------- | ------- |
| 1972      | juin 1995 | Jean Pollet      |           |         |
| juin 1995 | mars 2008 | Daniel Leroy     |           |         |
| mars 2008 | mars 2014 | Laurent Tronchot | SE        |         |

## Démographie
Cigné compte 452 habitants en 2011.

## Économie
Cigné dispose d'un bar-restaurant. Une entreprise de menuiserie et une d'aménagements extérieurs et d'entretien sont établies sur le territoire.

## Monuments et lieux touristiques

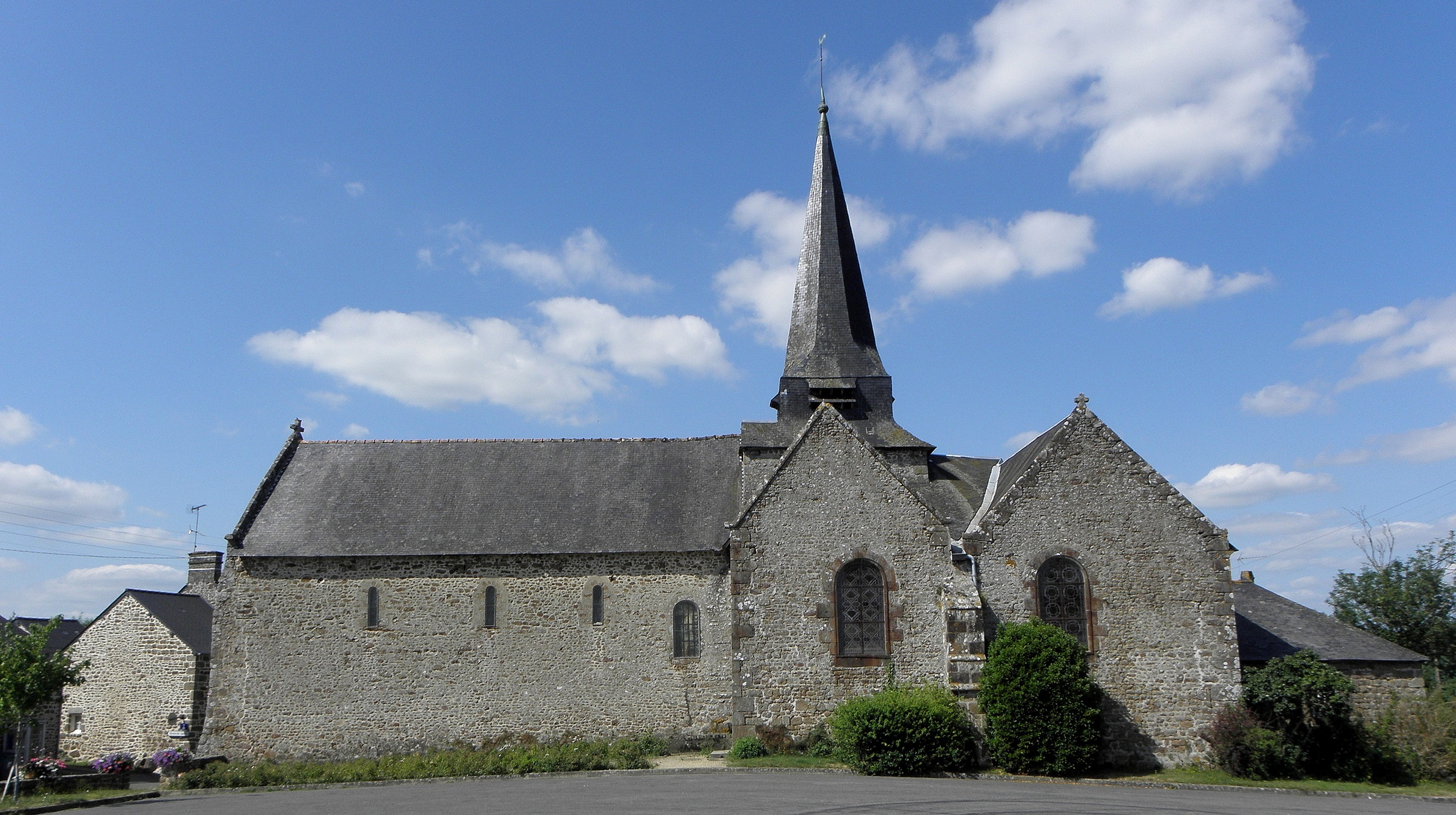
L'église Saint-Martin.

- Site de la Valette (canoë kayak, pique-nique, pêche…).
- Site de la Vierge noire à Beslay.
- Église Saint-Martin de Cigné, romane.
- Château des Yvets.
- Château de Torcé.
- Château de la Cour